# Valzergues
 Valzergues  (en occitano Valzèrgas) es una población y comuna francesa, situada en la región de Mediodía-Pirineos, departamento de Aveyron, en el distrito de Villefranche-de-Rouergue y cantón de Montbazens.

## Demografía
| 269 | 262 | 223 | 225 | 216 | 203 |
| Para los censos de 1962 a 1999 la población legal corresponde a la población sin duplicidades (Fuente: INSEE [Consultar]) |     |     |     |     |     |